# باريس (فرنسا)
باريس (بالفرنسية: Arrondissement de Paris)‏ هي دائرة إدارية فرنسية، في فرنسا، تقع في إيل دو فرانس، بلغ عدد سكانها 2,206,488  نسمة وذلك حسب إحصائيات سنة 2015، عاصمتها باريس.